# کوکوی برنزه گوش‌سفید
کوکوی برنزه گوش‌سفید (نام علمی: Chrysococcyx meyerii) یکی از گونه‌های کوکو از خانواده کوکویان است که در گینه نو یافت می‌شود.